# Helene Sadoven
Helene Sadoven   (Kíiv, 21 de maig de 1894 - París, 13 de setembre de 1978) fou una mezzosoprano, pianista i professora ucraïnesa.

## Biografia
Ielena Alekseiévna Sadoven va néixer el 21 de maig de 1892 o de 1894 a Kíev, filla del metge i científic ucraïnès Aleksei Andréievitx Sadoven (1857-1919), rector de la Universitat de Sant Volodímir de Kíev, i de Katerina Aleksandrina Txerkova (1866-París, 1952). Ielena es va graduar al Conservatori de Sant Petersburg en estudis de piano i de cant. Es va graduar amb honors en piano, sent escoltada als exàmens finals per Serguei Rakhmàninov, que va elogiar la seva manera de tocar. Les classes de cant les va fer amb el professor milanès Martin Petz i posteriorment amb Natalia Iretskaia.
Des de 1916 va ser solista del Teatre Bolxoi de Moscou, el 1917-1918 va cantar al Teatre Mariïnski i a la Casa del Poble de Sant Petersburg i va actuar als escenaris de les òperes d'Odessa i de Kíev.